# Biblioteca Nacional da China
A Biblioteca Nacional da China (chinês simplificado: 中国 国家 图书馆; chinês tradicional: 中国 国家 图书馆; pinyin: Zhongguo guójiā túshūguǎn), localizada em Pequim, é a maior biblioteca da Ásia e um das maiores do mundo, com uma coleção de mais de 26,3 milhões de itens estimada em 2007. Possui o maior e mais rico acervo em todo o mundo da literatura chinesa e documentos históricos.
A precursora da Biblioteca Nacional da China, a Biblioteca da Capital, foi fundada em 24 de abril de 1909 pelo governo Qing. O nome da biblioteca era naquela época "Biblioteca Metropolitana" (Jīngshī túshūguǎn, 京师图书馆). Ela foi formalmente inaugurada após a Revolução de Xinhai, em 1912. Em 1916, a biblioteca recebeu o status de biblioteca depositária. Em julho de 1928, seu nome foi mudado para Biblioteca Nacional de Pequim e posteriormente foi alterado para Biblioteca Nacional.
A coleção da Biblioteca Nacional da China herdou livros e arquivos vindos da "Biblioteca Imperial Wenyuange" uma coleção da Dinastia Qing que, por sua vez, incluía os livros e manuscritos da biblioteca da Dinastia Song. A biblioteca também contém inscritos em casco de tartaruga, conchas e ossos, manuscritos antigos, e volumes bloco-impressos. Entre as coleções mais valiosas desta biblioteca nacional estão documentos raros e preciosos e registros de dinastias passadas da história chinesa, e também abriga as publicações oficiais da Organização das Nações Unidas e de governos estrangeiros, além de uma coleção de literatura e materiais em mais de 115 línguas.

## Itens e coleções notáveis
Itens e coleções notáveis da Biblioteca Nacional da China são:
- Uma coleção de mais de 270.000 antigos e raros livros chineses e documentos históricos, e mais de 1.640.000 livros chineses tradicionais costurados.
- Mais de 35.000 inscrições em ossos oraculares e cascos de tartarugas da Dinastia Shang (século XVI-11 a.C.).
- Mais de 16.000 volumes de preciosos documentos históricos chineses e manuscritos das Cavernas de Mogao em Dunhuang.
- Cópias de sutras budistas que datam do Século VI.
- Velhos mapas, diagramas e decalques de inscrições antigas em metal e pedra.
- Cópias raras de antigos manuscritos e livros de cinco períodos de dinastias, incluindo um grande número de volumes manuscritos antigos sobre diferentes temas.
- Livros e arquivos de bibliotecas imperiais que datam da Dinastia Song (1127).
- As mais completas sobreviventes cópias da Dinastia Ming da Enciclopédia Yongle.
- Uma cópia do Quanshu Siku ("Biblioteca Completa das Quatro ramos da literatura") da Dinastia Qing.
- Coletânea literária e os livros essenciais das faculdades imperial da Dinastia Qing e de colecionadores particulares.